# باب زنگی
باب زنگی، روستایی است از توابع راین شهرستان کرمان در استان کرمان ایران. همچنین روستای باب زنگی از توابع شهرستان کرمان، با ارتفاع ۳۳۱۱ متر از سطح دریا بلندترین روستای کشور می‌باشد.

## آب و هوا و اقلیم
آب و هوای روستای باب زنگی سرد و کوهستانی و زمستان های بسیار سرد و تابستان های خنکی دارد و حتی برخی شب های تابستانی هوای سردی دارد.

## جمعیت
این روستا در بردسیر و در نزدیکی قله هزار قرار دارد و براساس آخرین سرشماری مرکز آمار ایران که در سال ۱۳۸۵ صورت گرفته، جمعیت آن ۵۴ نفر (۱۰خانوار) بوده‌است.